# Club Natación Santurtzi
El Club Natación Santurtzi es un club acuático con sede en Santurce (Vizcaya) España.

## Historia
En la década de 2010 deja de tener sección de waterpolo.
Desde el año 2014 organiza la travesía de la sardina en la Ría de Bilbao.
En el 2019 Eider Fuentes se proclama campeona del mundo máster en 50 libres y 50 braza y segunda en 50 mariposa.

## Palmarés

### Natación Master
- Campeona del mundo máster en 50 libres y 50 braza. Subcampeona en 50 mariposa. (2019)

### Waterpolo
- 2 veces tercero de la Liga Euskal Herria de waterpolo masculino (2000, 2003)